# هنری ئی. بورنهام
هنری ئی. بورنهام (به انگلیسی: Henry E. Burnham) سناتور سابق عضو حزب جمهوری‌خواه ایالات متحده آمریکا بود. وی در سال ۱۹۰۱ تا ۱۹۱۳ میلادی سناتور ایالت نیوهمپشایر در سنای ایالات متحده آمریکا بود.